# Marcides
Pour plus de détails, voir Fiche technique et Distribution.
Marcides (مرسيدس) est un film égyptien réalisé par Yousry Nasrallah, sorti en 1993.

## Synopsis
La riche Warda a deux fils. Noubi, communiste, est amoureux d'Afifa ; Gamal, homosexuel, est parti quand son père l'a surpris avec son amant Achraf. Noubi va partir à la recherche d'Achraf. 

## Fiche technique
- Titre : Marcides
- Titre original : مرسيدس
- Réalisation : Yousry Nasrallah
- Scénario : Yousry Nasrallah
- Musique : Mohammad Nouh
- Photographie : Ramses Marzouk
- Montage : Rashida Abdel Salam
- Production : Humbert Balsan et Gabriel Khoury
- Société de production : MISR International Films, Paris Classics Productions et Transac
- Pays :  Égypte et  France
- Genre : Drame
- Durée : 108 minutes
- Dates de sortie : 
  -  Suisse : août 1993 (Festival international du film de Locarno)

## Distribution
- Ahmad Kamal : Ahmed
- Magdy Kamel : Gamal
- Bassem Samra : Achraf
- Youssra : Warda / Afifa
- Zaki Abdel Wahab
- Tahia Carioca
- Seif El Dine